# Unione Sportiva Cremonese 2013-2014
Questa voce raccoglie le informazioni riguardanti l'Unione Sportiva Cremonese nelle competizioni ufficiali della stagione 2013-2014.

## Stagione
La stagione 2013-2014 della Cremonese è l'ottava stagione consecutiva in Prima Divisione e la 44ª complessiva nella terza serie. La squadra del nuovo allenatore Vincenzo Torrente partecipa al primo turno della Coppa Italia Tim Cup battendo (3-0) il Viareggio, poi viene eliminato nel secondo turno dal Palermo perdendo (2-1) alla Favorita. Una volta eliminato dalla coppa maggiore subentra in Coppa Italia di Lega Pro partendo dalla fase ad eliminazione diretta, in cui dopo aver superato nei primi due turni Bassano e Venezia, nel terzo turno a gironi, viene eliminato in semifinale dal Monza perdendo sia la gara d'andata che quella di ritorno (1-2). In campionato al giro di boa i grigiorossi hanno 22 punti, a centro classifica, dal 12 marzo subentra nel ruolo di allenatore Davide Dionigi, con il quale la Cremonese raggiunge il quarto posto finale con 47 punti nel girone A, qualificandosi per il Play-off. Nei Quarti di finale dei Play-off prima pareggia (2-2) con l'Albinoleffe, poi lo supera ai calci di rigore (6-5). Nella doppia semifinale affronta il Sudtirol, prima pareggia (1-1) allo Zini e poi perde (2-1) al Druso. Rimandando ancora così il ritorno in Serie B. Miglior marcatore stagionale dei grigiorossi, il veronese Andrea Brighenti con 17 reti.

## Divise e sponsor
Il fornitore ufficiale di materiale tecnico per la stagione 2013-14 è Acerbis, mentre gli sponsor di maglia sono Iltainox (in casa), Arinox (in trasferta) e Èpiù.
| Prima divisa | Trasferta | Terza divisa |

## Organigramma societario
Area direttiva
- Presidente: Maurizio Calcinoni
- Capo osservatori: Carlo Taldo
- Segretario: Clara Negri

Area organizzativa
- Team Manager: Lorenzo Bettoli

Area comunicazione
- Dirigente accompagnatore: Vittorio Berago
- Addetto agli arbitri: Luca Maestri
- Segreteria sportiva: Marcella Ghilardi

Area Sanitaria
- Medico sociale: dott. Giovanni Bozzetti
- Massagiatore: Aristide Rossi
- Fisioterapista: Alessandro Rivetti

Area tecnica
- Allenatore: Vincenzo Torrente (fino all'11 marzo 2014), poi Davide Dionigi
- Vice allenatore: Vincenzo Tavarilli (fino all'11 marzo 2014), poi Lorenzo Sibilano
- Direttore sportivo: Moreno Zocchi
- Direttore area tecnica: Luigi Simoni
- Collaboratore tecnico: Antonio Le Pera (dal 12 marzo 2014)
- Collaboratore tecnico: Hiroshi Komatsuzaki (dal 12 marzo 2014)
- Preparatore dei portieri: Giovanni Pascolini (fino all'11 marzo 2014), poi Gianpaolo Spagnulo
- Preparatori atletici: Romano Mengoni (fino all'11 marzo 2014), Paolo Redavid (dal 12 marzo 2014), Enrique Miguel (dall'11 marzo 2014)

## Rosa
Rosa aggiornata al 3 gennaio 2014.
| N. |                    | Ruolo | Calciatore              |
| -- | ------------------ | ----- | ----------------------- |
|    | Uruguay (bandiera) | P     | Nicolás Bremec          |
|    | Italia (bandiera)  | P     | Paolo Quaini            |
|    | Italia (bandiera)  | P     | Riccardo Galli          |
|    | Italia (bandiera)  | P     | Nicholas Battaiola      |
|    | Italia (bandiera)  | D     | Nicolò Arpini           |
|    | Italia (bandiera)  | D     | Dario Bergamelli        |
|    | Italia (bandiera)  | D     | Matteo Abbate           |
|    | Italia (bandiera)  | D     | Stefano Avogadri        |
|    | Italia (bandiera)  | D     | Mauro Minelli           |
|    | Italia (bandiera)  | D     | Antonio Aldo Caracciolo |
|    | Italia (bandiera)  | D     | Filippo Giorgi          |
|    | Italia (bandiera)  | D     | Pietro Visconti         |
|    | Italia (bandiera)  | D     | Davide Moi              |
|    | Italia (bandiera)  | D     | Simone Sales            |
|    | Polonia (bandiera) | D     | Sebastian Zieleniecki   |
|    | Italia (bandiera)  | C     | Mirko Bruccini          |

| N. |                     | Ruolo | Calciatore             |
| -- | ------------------- | ----- | ---------------------- |
|    | Italia (bandiera)   | C     | Alessandro Campo       |
|    | Italia (bandiera)   | C     | Giacomo Casoli         |
|    | Italia (bandiera)   | C     | Simone Palermo         |
|    | Italia (bandiera)   | C     | Marco Martina Rini     |
|    | Italia (bandiera)   | C     | Marco Armellino        |
|    | Italia (bandiera)   | C     | Massimo Loviso         |
|    | Italia (bandiera)   | C     | Gaetano Caridi         |
|    | Romania (bandiera)  | C     | George Ionascu         |
|    | Italia (bandiera)   | A     | Elvis Abbruscato       |
|    | Italia (bandiera)   | A     | Andrea Brighenti       |
|    | Italia (bandiera)   | A     | Daniele Mascolo        |
|    | Francia (bandiera)  | A     | Emmanuel Françoise     |
|    | Italia (bandiera)   | A     | Luigi Della Rocca      |
|    | Francia (bandiera)  | A     | Hugo Bargas            |
|    | Slovenia (bandiera) | A     | Aleks Petrovcic        |
|    | Grecia (bandiera)   | A     | Fotios Georgantopoulos |

## Risultati

### Campionato

#### Girone di andata
| Arbitro: | Caso (Verona) |

|              |           |                                 |
| Serafini 50’ | Marcatori | 72’ Abbruscato 74’ A. Brighenti |

| Arbitro: | D'Angelo (Ascoli Piceno) |

|                                            |           |              |
| M. Carlini 23’ Caridi 77’ Abbruscato 90+4’ | Marcatori | 51’ Miracoli |

| Arbitro: | Baroni (Firenze) |

|                         |           |                          |
| Pesenti 34’ A Viola 75’ | Marcatori | 55’ Caridi 81’ Francoise |

| Arbitro: | Dei Giudici (Latina) |

|                  |           |                               |
| A. Brighenti 70’ | Marcatori | 6’ L. Cattaneo 34’ F. Gentile |

| Arbitro: | Marini (Roma) |

|            |           |                             |
| Solini 15’ | Marcatori | 4’ Armellino 59’ Abbruscato |

| Arbitro: | Ripa (Nocera Inferiore) |

|  |           |               |
|  | Marcatori | 6’ (aut.) Moi |

| Arbitro: | Bellotti (Verona) |

|                                  |           |              |
| A. Brighenti Ant. Caracciolo 55’ | Marcatori | 38’ G. Russo |

| Arbitro: | Pelagatti (Arezzo) |

|                                |           |                   |
| Campo 3’, 66’ Dell'Agnello 41’ | Marcatori | 22’ (rig.) Loviso |

| Arbitro: | Abisso (Palermo) |

|  |           |          |
|  | Marcatori | 73’ Bani |

| Arbitro: | Pagliardini (Arezzo) |

|  |           |                  |
|  | Marcatori | 31’ A. Brighenti |

| Arbitro: | Caso (Verona) |

|              |           |                  |
| De Cenco 77’ | Marcatori | 78’ A. Brighenti |

| Arbitro: | Capilungo (Lecce) |

|                             |           |                                |
| Martina Rini 22’ Casoli 25’ | Marcatori | 82’ Nikodijlevic 85’ Belcastro |

| Vicenza 6 dicembre 2013, ore 20:45 CET 13ª giornata | Vicenza           | 0 – 0 referto | Cremonese | Stadio Romeo Menti (5.125 spett.)\| Arbitro: \| Sacchi (Macerata) \| |
| Arbitro:                                            | Sacchi (Macerata) |               |           |                                                                      |

| Arbitro: | Ceccarelli (Rimini) |

|                  |           |                                |
| A. Brighenti 28’ | Marcatori | 10’ Margiotta 29’, 50’ Bocalon |

| Chiavari 22 dicembre 2013, ore 14:30 UTC+1 15ª giornata | Virtus Entella | 0 – 0 | Cremonese | Stadio Comunale (1.155 spett.)\| Arbitro: \| Marini (Roma) \| |
| Arbitro:                                                | Marini (Roma)  |       |           |                                                               |

#### Girone di ritorno
| Arbitro: | De Martino (Teramo) |

|            |           |  |
| Casoli 41’ | Marcatori |  |

| Arbitro: | Piscopo (Imperia) |

|  |           |                       |
|  | Marcatori | 11’, 68’ A. Brighenti |

| Arbitro: | Illuzzi (Molfetta) |

|                |           |              |
| Della Rocca 6’ | Marcatori | 17’ Girasole |

| Arbitro: | Fiore (Barletta) |

|                |           |                  |
| Fr. Virdis 31’ | Marcatori | 55’ A. Brighenti |

| Arbitro: | Abisso (Palermo) |

|                                  |           |  |
| A. Brighenti 54’ Della Rocca 82’ | Marcatori |  |

| Arbitro: | Giovani (Grosseto) |

|                            |           |                                                   |
| Le Noci 20’, 36’ Palma 73’ | Marcatori | 4’ A. Brighenti 44’ Armellino 71’ Ant. Caracciolo |

| Arbitro: | Piccinini (Forlì) |

|  |           |                 |
|  | Marcatori | 29’ Della Rocca |

| Arbitro: | Verdenelli (Foligno) |

|                  |           |              |
| A. Brighenti 13’ | Marcatori | 5’ Pederzoli |

| Arbitro: | Mangialardi (Pistoia) |

|              |           |  |
| E. Marchi 2’ | Marcatori |  |

| Arbitro: | Capilungo (Lecce) |

|                               |           |  |
| Della Rocca 34’ Francoise 55’ | Marcatori |  |

| Arbitro: | Colarossi (Roma) |

|                 |           |  |
| F. Giorgi 90+2’ | Marcatori |  |

| Arbitro: | Fiore (Barletta) |

|                |           |  |
| Gorzegno 90+3’ | Marcatori |  |

| Arbitro: | Ripa (Nocera Inferiore) |

|                                |           |               |
| A. Brighenti 27’ Armellino 83’ | Marcatori | 13’ Castiglia |

| Arbitro: | Martinelli (Roma) |

|             |           |  |
| Di Bari 67’ | Marcatori |  |

| Arbitro: | Ros (Pordenone) |

|                    |           |                        |
| Ant. Caracciolo 9’ | Marcatori | 53’ Troiano 66’ Staiti |

### Play-off
| Arbitro: | Abisso (Palermo) |

|                                                                                  |                      |                                                                            |
| Bruccini 42’ A. Brighenti 61’                                                    | Marcatori            | 36’, 90+2’ Cisse                                                           |
| Visconti Bruccini Campo Caridi Della Rocca Palermo Casoli Abbate Ant. Caracciolo | Tiri di rigore 6 – 5 | Taugourdeau Aurelio Allievi Valoti A. Salvi Cisse Calvano Pesenti Tedeschi |

| Arbitro: | Ros (Pordenone) |

|                |           |             |
| Visconti 45+2’ | Marcatori | 28’ Corazza |

| Arbitro: | Ripa (Nocera Inferiore) |

|                                  |           |                 |
| Minesso 53’ Pederzoli 56’ (rig.) | Marcatori | 74’ Della Rocca |

### Coppa Italia Tim Cup
| Arbitro: | Albertini (Ascoli Piceno) |

|                                     |           |  |
| Casoli 47’ Visconti 53’ Carlini 67’ | Marcatori |  |

| Arbitro: | Guida (Torre Annunziata) |

|  |           |          |
|  | Marcatori | 37’ Toni |

### Coppa Italia Lega Pro

#### Turni ad eliminazione
| Arbitro: | Brasi (Seregno) |

|                                     |           |              |
| A. Brighenti 36’, 51’ Armellino 66’ | Marcatori | 29’ Bizzotto |

| Arbitro: | Proietti (Terni) |

|  |           |                                    |
|  | Marcatori | 22’ Bergamelli 24’, 35’ Abbruscato |

#### Girone A
| Arbitro: | Ranaldi (Tivoli) |

|                         |           |  |
| Francoise 5’ Casoli 65’ | Marcatori |  |

| Arbitro: | Candeo (Este) |

|              |           |             |
| Fanucchi 11’ | Marcatori | 15’ Mascolo |

#### Semifinale
| Arbitro: | Morreale (Roma) |

|                  |           |                            |
| A. Brighenti 31’ | Marcatori | 45+2’ De Cenco 55’ Terrani |

| Arbitro: | Piscopo (Imperia) |

|                        |           |              |
| Ravasi 47’ Finotto 49’ | Marcatori | 58’ Visconti |